# Wyeomyia zinzala
Wyeomyia zinzala är en tvåvingeart som beskrevs av Thomas J. Zavortink 1986. Wyeomyia zinzala ingår i släktet Wyeomyia och familjen stickmyggor.
Artens utbredningsområde är Venezuela. Inga underarter finns listade i Catalogue of Life.